# Azteca Uno
Azteca Uno (anteriormente llamada Azteca Trece) es una cadena de televisión comercial de México, perteneciente a la empresa privada Televisión Azteca. Su programación, de corte generalista, está constituida principalmente por reality shows, noticieros, programas de variedad, concursos, películas y series. Su nombre anterior provenía del canal original de su estación principal, XHDF, la cual transmitía en el canal 13 VHF analógico. Su nombre actual es por el canal virtual 1.1, el cual está asignado a nivel nacional. Es una de las 6 señales con mayor cobertura en el país, con una red de 91 estaciones propias. Además, se retransmite en 13 estaciones de Azteca 7 por medio de multiprogramación y cuenta con 2 repetidoras en señal abierta con horario diferido en Ciudad de México.

## Historia

### Fundación
En 1968 se otorgó la concesión de un nuevo canal, el 13 de la Ciudad de México —que llevaría por distintivo XHDF-TV—, al fundador de Grupo Radio Centro, Francisco Aguirre Jiménez, quien, para propósitos de operación del canal, formó la empresa privada Corporación Mexicana de Radio y Televisión S.A. de C.V.
El canal inició sus emisiones regulares el 1 de septiembre de 1968 transmitiendo el Cuarto Informe de Gobierno del presidente mexicano Gustavo Díaz Ordaz, aunque sus primeras transmisiones se dieron el 12 de octubre del referido año, con la inauguración de los Juegos Olímpicos de México 1968.
Los estudios del nuevo canal fueron establecidos en la Torre Latinoamericana, mismo sitio donde se hallaba su antena difusora; sus oficinas y un estudio auxiliar se encontraban en la calle Mina de la colonia Centro Histórico.

### Nacionalización
En 1972, debido a adeudos con la Sociedad Mexicana de Crédito Industrial (SOMEX), financiera estatal, el 100% de las acciones del canal pasó a manos del Gobierno Federal, entonces encabezado por Luis Echeverría Álvarez.
El primer director de Canal 13 fue Antonio Menéndez González, y tras su muerte fue sucedido por  Enrique González Pedrero, senador del estado de Tabasco por el Partido Revolucionario Institucional (PRI).
Las nuevas instalaciones de Canal 13, ubicadas en la zona del Ajusco, fueron inauguradas el 14 de julio de 1976 por Luis Echeverría, titular del poder ejecutivo federal. Al acto acudieron diversos personajes de los ámbitos político y empresarial del país, entre ellos el secretario de Gobernación Mario Moya Palencia y el secretario de comunicaciones y transportes Eugenio Méndez Docurro, al igual que Emilio Azcárraga Milmo, Rómulo O’Farrill y Miguel Alemán Velasco, quienes se desempeñaban como directivos de la televisora privada Televisa.
En 1982, junto a canal 22, se integró al Instituto Mexicano de la Televisión. Para 1985, el organismo paraestatal citado adoptó el acrónimo Imevisión.
Durante la administración de IMEVISIÓN, el canal continúa con programación de carácter comercial aunque se emiten algunos programas que difundían en cierto grado contenidos culturales como Temas de Garibay, Entre Amigos con Alejandro Aura y varios programas con el periodista Jorge Saldaña.

### Privatización
En 1993, la administración de Carlos Salinas de Gortari emitió una subasta para la adquisición de la televisora Imevisión. El ganador de ella fue Ricardo Salinas Pliego, dueño de las minoristas de electrodomésticos Elektra.

### Renovación en dirección general en 2015
En octubre de 2015, llegó a la dirección general de Televisión Azteca, Benjamín Salinas Sada, quien ha puesto en marcha un plan de renovación para todos los canales de la televisora, por ejemplo, un plan de austeridad, que terminó con la división de Azteca Novelas, y varios cambios de programación e imagen.

### Transición a la televisión digital terrestre (2015-2016)
Al igual que todos los canales analógicos trasmitiendo para el Valle de México y a nivel nacional, la transmisión analógica de XHDF dejó de operar el 17 de diciembre de 2015 a las 00:00 horas sin haber ningún cambio o afectación a la programación de Azteca Trece.
El IFT, como parte del arreglo de canales virtuales a nivel nacional ordenada para llevarse a cabo el 27 de octubre de 2016, asignó originalmente el canal virtual 13.1 para esta cadena, reflejando su identidad. Sin embargo, a unos días de llevarse el cambio, el 10 de octubre de 2016, se anunció que a esta cadena se le asignó el canal virtual 1.1. El 25 de octubre de 2016, se realizó el cambio de su canal virtual, convirtiéndose en la única cadena de TV comercial en tener el mismo canal virtual en todas sus estaciones en la República Mexicana.
El 24 de octubre de 2017, el canal comenzó a mostrar transiciones en su logotipo en pantalla y en las cortinillas publicitarias, eliminando la palabra "trece" y siendo sustituida por "uno" en algunos momentos de la transmisión. Si bien, la cadena mantenía el nombre oficial de Azteca Trece.
El 1 de enero de 2018, se consumó el cambio de nombre del canal a Azteca Uno, con lo que finalmente coincide la identidad del canal con el canal virtual de TDT asignado a nivel nacional. Con el cambio de nombre, no se realizaron cambios a la programación.

## Retransmisión por televisión abierta
Por disposición oficial y en atención a la solicitud de la televisora, el canal virtual asignado para esta cadena es el 1.1 en toda la República Mexicana.
| Distintivo                                                    | Canal digital | Poblaciones obligatorias a servir          |
| ------------------------------------------------------------- | ------------- | ------------------------------------------ |
| XHDF-TDT                                                      | 25            | Ciudad de México y área metropolitana.     |
| XHJCM-TDT                                                     | 30            | Aguascalientes, Aguascalientes.            |
| XHENE-TDT                                                     | 16            | Ensenada, Baja California.                 |
| XHAQ-TDT                                                      | 28            | Mexicali, Baja California.                 |
| XHFEC-TDT                                                     | 21            | San Felipe, Baja California.               |
| XHJK-TDT                                                      | 28            | Tijuana, Baja California.                  |
| XHCOC-TDT                                                     | 27            | Ciudad Constitución, Baja California Sur.  |
| XHAPB-TDT                                                     | 21            | La Paz, Baja California Sur.               |
| XHJCC-TDT                                                     | 24            | San José del Cabo, Baja California Sur.    |
| XHGE-TDT                                                      | 29            | Campeche, Campeche.                        |
| XHGN-TDT                                                      | 35            | Ciudad del Carmen, Campeche.               |
| XHPEH-TDT                                                     | 29            | Escarcega, Campeche.                       |
| XHOMC-TDT                                                     | 27            | Arriaga, Chiapas.                          |
| XHDZ-TDT                                                      | 35            | Comitán de Domínguez, Chiapas.             |
| XHAO-TDT                                                      | 14            | San Cristóbal de las Casas, Chiapas.       |
| XHTAP-TDT                                                     | 30            | Tapachula, Chiapas.                        |
| XHIT-TDT                                                      | 23            | Chihuahua, Chihuahua.                      |
| XHJCH-TDT                                                     | 24            | Ciudad Jiménez, Chihuahua.                 |
| XHCJE-TDT                                                     | 34            | Ciudad Juárez, Chihuahua.                  |
| XHHPC-TDT                                                     | 25            | Hidalgo del Parral, Chihuahua.             |
| XHCGC-TDT                                                     | 24            | Nuevo Casas Grandes, Chihuahua.            |
| XHHR-TDT                                                      | 16            | Ojinaga, Chihuahua.                        |
| XHHE-TDT                                                      | 25            | Ciudad Acuña, Coahuila.                    |
| XHHC-TDT                                                      | 24            | Monclova, Coahuila.                        |
| XHPFC-TDT                                                     | 29            | Parras de la Fuente, Coahuila.             |
| XHCJ-TDT                                                      | 26            | Sabinas, Coahuila.                         |
| XHKF-TDT                                                      | 18            | Colima, Colima.                            |
| XHDR-TDT                                                      | 21            | Manzanillo, Colima.                        |
| XHTCA-TDT                                                     | 22            | Tecomán, Colima.                           |
| XHVEL-TDT                                                     | 22            | Cuencamé, Durango.                         |
| XHDB-TDT                                                      | 26            | Durango, Durango.                          |
| XHGDP-TDT                                                     | 14            | Gómez Palacio, Durango. Torreón, Coahuila. |
| XHGVH-TDT                                                     | 19            | Guadalupe Victoria, Durango.               |
| XHPAP-TDT                                                     | 27            | Santiago Papasquiaro, Durango.             |
| XHMAS-TDT                                                     | 33            | Celaya, Guanajuato.                        |
| XHIE-TDT                                                      | 14            | Acapulco, Guerrero.                        |
| XHCER-TDT                                                     | 24            | Chilpancingo, Guerrero.                    |
| XHIR-TDT                                                      | 30            | Iguala, Guerrero.                          |
| XHIB-TDT                                                      | 23            | Taxco, Guerrero.                           |
| XHDU-TDT                                                      | 22            | Zihuatanejo, Guerrero.                     |
| XHTGN-TDT                                                     | 24            | Tulancingo, Hidalgo.                       |
| XHJAL-TDT                                                     | 33            | Guadalajara, Jalisco.                      |
| XHGJ-TDT                                                      | 25            | Puerto Vallarta, Jalisco.                  |
| XHXEM-TDT                                                     | 27            | Toluca, Estado de México.                  |
| XHLCM-TDT                                                     | 26            | Lázaro Cárdenas, Michoacán.                |
| XHCBM-TDT                                                     | 24            | Pátzcuaro, Michoacán.                      |
| XHCUR-TDT                                                     | 27            | Cuernavaca, Morelos.                       |
| XHAF-TDT                                                      | 30            | Tepic, Nayarit.                            |
| XHWX-TDT                                                      | 19            | Monterrey, Nuevo León. Saltillo, Coahuila. |
| XHJN-TDT                                                      | 33            | Huajuapan, Oaxaca.                         |
| XHIG-TDT                                                      | 25            | Matías Romero, Oaxaca.                     |
| XHOXX-TDT                                                     | 27            | Oaxaca, Oaxaca.                            |
| XHINC-TDT                                                     | 24            | Pinotepa Nacional, Oaxaca.                 |
| XHPCE-TDT                                                     | 33            | Puerto Escondido, Oaxaca.                  |
| XHSCO-TDT                                                     | 28            | Salina Cruz, Oaxaca.                       |
| XHPUR-TDT                                                     | 24            | Puebla, Puebla.                            |
| XHTHN-TDT                                                     | 28            | Tehuacán, Puebla.                          |
| XHQUR-TDT                                                     | 26            | Querétaro, Querétaro.                      |
| XHCCQ-TDT                                                     | 28            | Cancún, Quintana Roo.                      |
| XHBX-TDT                                                      | 23            | Chetumal, Quintana Roo.                    |
| XHPVC-TDT                                                     | 25            | Felipe Carrillo Puerto, Quintana Roo.      |
| XHPMS-TDT                                                     | 26            | Matehuala, San Luis Potosí.                |
| XHDD-TDT                                                      | 28            | San Luis Potosí, San Luis Potosí.          |
| XHTAZ-TDT                                                     | 21            | Tamazunchale, San Luis Potosí.             |
| XHCUA-TDT                                                     | 32            | Culiacán, Sinaloa.                         |
| XHMSI-TDT                                                     | 27            | Los Mochis, Sinaloa.                       |
| XHLSI-TDT                                                     | 34            | Mazatlán, Sinaloa.                         |
| XHCSO-TDT                                                     | 33            | Ciudad Obregón, Sonora.                    |
| XHHN-TDT                                                      | 21            | Guaymas, Sonora.                           |
| XHHSS-TDT                                                     | 30            | Hermosillo, Sonora.                        |
| XHFA-TDT                                                      | 15            | Nogales, Sonora.                           |
| XHVHT-TDT                                                     | 29            | Villahermosa, Tabasco.                     |
| XHBY-TDT                                                      | 23            | Ciudad Mante, Tamaulipas.                  |
| XHCVT-TDT                                                     | 24            | Ciudad Victoria, Tamaulipas.               |
| XHMTA-TDT                                                     | 12            | Matamoros, Tamaulipas.                     |
| XHLNA-TDT                                                     | 23            | Nuevo Laredo, Tamaulipas.                  |
| XHREY-TDT                                                     | 36            | Reynosa, Tamaulipas.                       |
| XHFET-TDT                                                     | 21            | San Fernando, Tamaulipas.                  |
| XHHP-TDT                                                      | 28            | Soto la Marina, Tamaulipas.                |
| XHWT-TDT                                                      | 29            | Tampico, Tamaulipas.                       |
| XHAZL-TDT                                                     | 32            | Cerro Azul, Veracruz.                      |
| XHBE-TDT                                                      | 36            | Coatzacoalcos, Veracruz.                   |
| XHIC-TDT                                                      | 31            | Perote, Veracruz.                          |
| XHSTV-TDT                                                     | 33            | Santiago Tuxtla, Veracruz.                 |
| XHDH-TDT                                                      | 31            | Mérida, Yucatán.                           |
| XHKYU-TDT                                                     | 23            | Valladolid, Yucatán.                       |
| XHKC-TDT                                                      | 34            | Fresnillo, Zacatecas.                      |
| XHCPZ-TDT                                                     | 27            | Sombrerete, Zacatecas.                     |
| XHLVZ-TDT                                                     | 31            | Zacatecas, Zacatecas.                      |
| Estaciones de Azteca 7 con Azteca uno como multiprogramación. |               |                                            |
| XHIDC-TDT                                                     | 23            | Isla Cedros, Baja California.              |
| XHBAB-TDT                                                     | 27            | Bahía Asunción, Baja California Sur.       |
| XHBTB-TDT                                                     | 21            | Bahía de Tortugas, Baja California Sur.    |
| XHGNB-TDT                                                     | 24            | Guerrero Negro, Baja California Sur.       |
| XHSIB-TDT                                                     | 22            | San Ignacio, Baja California Sur.          |
| XHSIS-TDT                                                     | 21            | San Isidro, Baja California Sur.           |
| XHSRB-TDT                                                     | 24            | Santa Rosalía, Baja California Sur.        |
| XHCGJ-TDT                                                     | 21            | Ciudad Camargo, Chihuahua.                 |
| XHAFC-TDT                                                     | 23            | San Nicolás Jacalá, Hidalgo.               |
| XHSMT-TDT                                                     | 36            | San Miguel Tlacotepec, Oaxaca.             |
| XHKD-TDT                                                      | 27            | Ciudad Valles, San Luis Potosí.            |
| XHPPS-TDT                                                     | 21            | Puerto Peñasco, Sonora.                    |
| XHLAV-TDT                                                     | 33            | La Venta, Tabasco.                         |

### Otras estaciones
| Distintivo | Canal digital | Canal virtual | Población             | Notas                                                                            |
| ---------- | ------------- | ------------- | --------------------- | -------------------------------------------------------------------------------- |
| XHCH-TDT   | 22            | 1.3           | Chihuahua, Chihuahua. | Retransmite la programación de XHIT-TDT, diferida una hora.                      |
| XHDF-TDT   | 25            | 1.2           | Ciudad de México.     | Retransmite la programación del canal principal de XHDF-TDT, diferida una hora.  |
| XHTVM-TDT  | 26            | 40.2          | Ciudad de México.     | Retransmite la programación del canal principal de XHDF-TDT, diferida a 2 horas. |